# Венская певческая академия
Венская певческая академия (нем. Wiener Singakademie) — австрийский смешанный хор, базирующийся в Вене. Основан в 1858 году.
Инициатива создания Венской певческой академии принадлежала Венскому обществу друзей музыки, за образец был взят опыт Берлинской певческой академии. Уже с первого года своего существования, однако, Академия действовала независимо.
Концертная деятельность коллектива не была главной задачей, хор был нацелен, прежде всего, на совместное музицирование с целью повышения мастерства участников. Тем не менее в истории Академии есть ряд заметных концертных событий — в частности, венская премьера «Страстей по Матфею» Иоганна Себастьяна Баха (1862).
Первые 55 лет Академия не имела собственного помещения, а в 1913 году стала резидентом Венского Концертхауса. В качестве дирижёров с Академией сотрудничали Иоганнес Брамс, Густав Малер, Бруно Вальтер, Пауль Хиндемит. В 1957 году Венская певческая академия удостоена учреждённой городом Вена Премии Карла Реннера.

## Руководители
- 1858—1863 Фердинанд Штегмайер
- 1863—1864 Иоганнес Брамс
- 1864—1865 Отто Дессофф
- 1865—1878 Рудольф Вайнвурм
- 1878—1881 Роберт Хойбергер
- 1881—1884 Адольф Шмидт
- 1884—1892 Макс фон Вайнцирль
- 1892—1896 Герман Греденер
- 1896—1898 Фердинанд Лёве
- 1898—1899 Карл Фюрих
- 1899—1900 Йозеф Венантиус фон Вёсс
- 1900—1905 Карл Лафит
- 1906—1907 Макс Пухат
- 1907—1911 Рихард Виккенхаузер
- 1911—1913 Бруно Вальтер
- 1913—1916 Зигфрид Окс
- 1916—1920 Фердинанд Лёве
- 1920—1921 Эдоардо Гранелли
- 1921—1922 Бруно Вальтер
- 1922—1931 Пауль фон Кленау
- 1931—1933 Иван Бутников
- 1933—1945 Антон Конрат
- 1945—1946 Рудольф Нилиус
- 1946—1953 Райнхольд Шмид
- 1953—1968 Ханс Гиллесбергер
- 1968—1971 Герман Фуртмозер
- 1972—1982 Фридрих Лесски
- 1982—1983 Томас Кристиан Давид
- 1983—1986 Агнес Гроссман
- 1987—1988 Вальтер Хаген-Гролль
- 1988—1998 Херберт Бёк
- с 1998 г. Хайнц Ферлеш